# Rozhledna na Pekelském vrchu
Rozhledna na Pekelském vrchu je plánovaná stavba, kterou zvažuje vybudovat stejnojmenné občanské sdružení na Pekelském vrchu (487 m n. m.). Vrchol se nachází severovýchodně od města Raspenava ve Frýdlantském výběžku Libereckého kraje na severu České republiky. Inspirací k vybudování stavby měl být amfiteátr, nacházející se v těchto místech před první světovou válkou. Ten se využíval k pořádání kulturních programů a byl z něho líbivý výhled na Jizerské hory.

## Historie projektu
Občanské sdružení oslovilo studenty Fakulty architektury a umění na Technické Univerzitě v Liberci se žádostí o vytvoření projektu pro stavbu rozhledny. Vítězný návrh ze sedmi předložených vybírala komise, v níž pod vedením jejího předsedy Jána Stempela zasedli Jiří Suchomel, Jan Suchánek, Lidie Vajnerová (náměstkyně hejtmana Libereckého kraje), Pavel Lžíčař (starosta Raspenavy), Zdeněk Kerhart (předseda občanského sdružení „Rozhledna Pekelský vrch“), Petr Stolín (architekt), Petr Suske (architekt) a starosta Lázní Libverda Jan Pospíšil. Z návrhů zvolili dílo vytvořené studentem druhého ročníku Otou Černým ze Dvora Králové nad Labem. Náklady na vybudování rozhledny, jejíž výška by měla dosahovat 35 metrů, by podle odhadů předsedy spolku „Rozhledna Pekelský vrch“ Zdeňka Kerharta uveřejněných v roce 2010 neměly přesáhnout částku pěti milionů korun českých.
Zvolená podoba stavby ovšem rozdělila veřejnost v názoru na ni a sdružení se proto rozhodlo výběr zopakovat. Prostřednictvím místního časopisu Raspenavského zpravodaje nechalo v nové volbě rozhodnout pouze občany zdejšího regionu.
Spolek ovšem nemá zajištěné finance na výstavbu rozhledny. Plánuje je získat i z fondů Evropské unie.